# Rhinoraja
Rhinoraja és un gènere de peixos de la família dels raids i de l'ordre dels raïformes.

## Taxonomia
- Rhinoraja kujiensis (Tanaka, 1916)[3]
- Rhinoraja longi (Raschi & McEachran, 1991)[4]
- Rhinoraja longicauda (Ishiyama, 1952)[5]
- Rhinoraja obtusa (Gill & Townsend, 1897)[6]
- Rhinoraja odai (Ishiyama, 1958)[7]
- Rhinoraja rosispinnis (Gill & Townsend, 1897)[8][9][10][11][12][13]